# Láska na zakázku
Láska na zakázku je český hraný film režisérky Evy Toulové z roku 2024. Romantická komedie vypráví o hrdinech, kterým se hned v úvodu snímku splní všechna přání. Záhy však zjišťují, že se jejich sny mění v noční můry.

## Synopse
Dávej pozor na to, co si přeješ. Mohlo by se ti to splnit. A taky, že splnilo! Eva s Vítkem získávají svá vysněná povolání a začnou se jim plnit jejich životní sny. Nebo že by to snad byla noční můra? Eva získává, jako jediná žena, práci ve vážené reklamní agentuře, kterou ale vede sexistický šéf. Vítek otevírá vlastní hypnoterapeutickou ordinaci, okolí však vůbec netuší, co od jeho kontroverzní profese očekávat. Romantická komedie o tom, jak se poprat se svými splněnými přáními, má mít premiéru pod společností Bontonfilm 4. června 2024.[zdroj?]

## Obsazení
Ústřední dvojici ztvárnili Martin Kraus a Eva Toulová. Ve vedlejších rolích hrají Jiří Krampol, Uršula Kluková, Václav Vydra, Jaromír Nosek, Valérie Zawadská, Petr Batěk, Václav Upír Krejčí, Igor Bareš, Eva Hrušková a Petr Jančařík.

## Přijetí
Kritička Mirka Spáčilová ve své recenzi o filmu napsala: Ani tak bohatý jazyk jako čeština nenajde slova, která by Lásku na zakázku vystihla v její naprosté marnosti.